# Золотая Рыба
Золота́я Ры́ба (порт. Dorado от лат. Doradus) — созвездие южного полушария неба. Занимает на небе площадь 179,2 квадратного градуса. Содержит 32 звезды, видимые невооружённым глазом.
На территории России не наблюдается, а на бывшем пространстве СССР небольшая часть созвездия восходит совсем низко над горизонтом лишь в районах, лежащих южнее широты +41°. Видимость центра Большого Магелланова Облака южнее широты +20°14’38", а полная видимость созвездия южнее широты +20°. А южнее широты −20°14’38" центр Большого Магелланова облака никогда не заходит за горизонт. К городам, где он является незаходящим, относятся Рио-де-Жанейро, Сан-Паулу, Сантьяго, Монтевидео, Буэнос-Айрес, Йоханнесбург, Сидней, Мельбурн.
В созвездии находится южный полюс эклиптики. Здесь также расположена звезда AB Золотой Рыбы, давшая название движущейся группе звёзд, и S Золотой Рыбы — прототип целого класса очень ярких пульсирующих гипергигантов. Одна из ярчайших звёзд созвездия — гамма Золотой Рыбы — тоже дала своё имя отдельному классу переменных звёзд.
В 1987 году в созвездии Золотой Рыбы вспыхнула сверхновая звезда SN 1987A. А в южной части созвездия расположено Большое Магелланово Облако — неправильная галактика, самая яркая на ночном небе — её яркость +0,8m.
В туманности Тарантул открыта звезда VFTS 102, у которой экваториальная скорость вращения превышает 500 км/с, что в сто раз быстрее, чем у Солнца.

## История
Созвездие Золотой Рыбы предложил Петер Планциус в 1598 году. Некоторое время его так и называли, но в 1627 в Рудольфовых таблицах Иоганн Кеплер предложил вариант «Меч-Рыба» (лат. Xiphias). Под этим именем оно и фигурирует в некоторых старинных атласах звёздного неба, причём изображали там не только меч-рыбу, но и рыбу-пилу. В частности, меч-рыба изображена в «Уранографии» Яна Гевелия. В «Atlas Coelestis» Иоанна Габриеля Доппелмайра используются два названия — «Золотая Рыба» (Dorado) и «Меч-Рыба» (Xiphias). В «Атласе Неба» Джона Флемстида, как и в атласе Томаса Корбиниануса «Mercurii philosophici firmamentum firmianum», изображена рыба-пила, подписанная Dorado (Золотая Рыба).
Ныне принято исходное (данное Планциусом) наименование созвездия — лат. Dorado (Золотая Рыба). Но в немецком языке сохраняется название «Меч-Рыба» (нем. Schwertfisch).